# Echinosphaeria macrospora
Echinosphaeria macrospora är en svampart som beskrevs av Gawas, Bhat & K.D. Hyde 2006. Echinosphaeria macrospora ingår i släktet Echinosphaeria och familjen Helminthosphaeriaceae.   Inga underarter finns listade i Catalogue of Life.